# Marc Soler
Marc Soler Giménez (Villanueva y Geltrú, Barcelona, 22 de noviembre de 1993) es un ciclista profesional español que compite con el equipo emiratí UAE Team Emirates XRG.

## Carrera deportiva
Dio el salto a la máxima categoría en 2015 con el Movistar Team después de competir tres temporadas en el equipo amateur Lizarte.

### 2020
En febrero, al inicio de la temporada, consiguió el triunfo en el Trofeo Pollensa-Andrach, siendo el primer triunfo del Movistar en 2020. Tras la pandemia del COVID-19, compitió en el Tour de Francia y en la Vuelta a España. Fue en esta última donde volvió a conseguir una victoria, venciendo en la 2.ª etapa con llegada en Lecumberri. Esta victoria suponía la segunda victoria del Movistar en todo el año, y la primera victoria personal en una gran vuelta.

### 2021
Su primera victoria del año la consiguió en el Tour de Romandía, llegando en solitario en la 3.ª etapa de la prueba con final en Estavayer. Además, tras aventajar en 22 segundos al resto de favoritos, se colocó como líder general del Tour. En la siguiente etapa, cedió el maillot de líder ante Michael Woods, tras llegar 9.º en la etapa a 53 segundos del ganador. Finalmente, tras la contrarreloj final de la 5.ª y definitiva etapa, finalizó 4.º el Tour, a un solo segundo del tercer puesto que ocupó Fausto Masnada.
Tras el Tour de Romandía, disputó por primera vez el Giro de Italia, acudiendo como principal baza del Movistar Team. Durante el inicio de la 12.ª etapa, tuvo una caída en los primeros kilómetros que lo lastró físicamente, teniendo que retirarse a lo largo de la etapa. En el momento en el que abandonó la prueba se encontraba 11.º de la clasificación general.
Tras recuperarse del abandono en el Giro, participó en el Vuelta a Suiza, finalizando en 79.ª posición. Días antes del comienzo del Tour de Francia, se reveló que formaba parte de los 8 ciclistas que participarían por parte del conjunto Movistar. En la primera etapa, tras una caída masiva provocada por una espectadora, Marc sufrió daños en sus dos brazos, cruzando la línea de meta en último lugar a más de 24 minutos. Tras la etapa, fue examinado por los doctores del equipo confirmando la rotura de las dos cabezas de sendos radios y otra fractura en el cúbito izquierdo.
A principios de agosto, se confirmó su fichaje para las dos próximas temporadas por el equipo UAE Team Emirates, de categoría UCI WorldTeam.
Reapareció a finales de agosto, disputando la Vuelta a Alemania. Su periplo con el Team Movistar lo finalizó disputando clásicas italianas habituales del final de temporada, como el Trofeo Matteotti, el Giro del Piemonte o la Coppa Agostoni, siendo en esta última donde obtuvo su mejor resultado, finalizando 32.º.

### 2022
Participó en la Vuelta a España, donde consiguió la victoria en la 5.ª etapa con final en Bilbao. A su victoria de etapa, también se le sumó al premio a la combatividad del día. Finalizada la Vuelta a España, se le otorgó el premio de la combatividad general.

### 2023
A finales de la temporada, se anunció su renovación con el UAE Team Emirates hasta el final de la temporada 2025.

### 2024
En la Vuelta a España, encadenó varias etapas participando en las fugas de las mismas, finalizando 3.º en tres etapas, la 10.ª, la 12.ª y la 13.ª hasta que finalmente dio frutos sus fugas al ganar la etapa 16.ª . Finalizada la 13.ª etapa, estaba virtualmente 2.º en la clasificación de la montaña, por detrás de Wout van Aert, luciendo el maillot de la montaña las etapas posteriores al liderar van Aert la clasificación de la regularidad.

## Palmarés
2015
- Tour del Porvenir

2016
- 1 etapa de la Ruta del Sur

2018
- París-Niza

2020
- Trofeo Pollensa-Andrach
- 1 etapa de la Vuelta a España

2021
- 1 etapa del Tour de Romandía

2022
- 1 etapa de la Vuelta a España, más premio de la combatividad

2024
- 1 etapa de la Vuelta a España, más premio de la combatividad [19]

2025
- Vuelta a Asturias, más 1 etapa

## Resultados

### Grandes Vueltas
| Carrera | Carrera         | 2015 | 2016 | 2017 | 2018 | 2019 | 2020 | 2021 | 2022  | 2023 | 2024 | 2025 |
| ------- | --------------- | ---- | ---- | ---- | ---- | ---- | ---- | ---- | ----- | ---- | ---- | ---- |
|         | Giro de Italia  | —    | —    | —    | —    | —    | —    | Ab.  | —     | —    | —    | —    |
|         | Tour de Francia | —    | —    | —    | 62.º | 37.º | 21.º | Ab.  | F. c. | 56.º | 44.º | 29.º |
|         | Vuelta a España | —    | —    | 48.º | —    | 9.º  | 18.º | —    | 27.º  | 14.º | 41.º | —    |

### Vueltas menores
| Carrera | Carrera                | 2015 | 2016 | 2017 | 2018 | 2019 | 2020 | 2021 | 2022 | 2023 | 2024 | 2025 |
| ------- | ---------------------- | ---- | ---- | ---- | ---- | ---- | ---- | ---- | ---- | ---- | ---- | ---- |
|         | Tour Down Under        | —    | —    | 48.º | 34.º | —    | —    | X    | X    | —    | —    | 90.º |
|         | París-Niza             | —    | —    | 24.º | 1.º  | 50.º | —    | —    | —    | —    | Ab.  | —    |
|         | Tirreno-Adriático      | —    | —    | —    | —    | —    | —    | 11.º | 15.º | —    | —    | —    |
|         | Volta a Cataluña       | —    | Ab.  | 3.º  | 5.º  | Ab.  | X    | 76.º | Ab.  | 4.º  | 46.º | 26.º |
|         | Vuelta al País Vasco   | —    | —    | —    | —    | —    | X    | —    | 7.º  | Ab.  | 4.º  | 50.º |
|         | Tour de Romandía       | —    | —    | —    | —    | —    | X    | 4.º  | —    | —    | —    | —    |
|         | Critérium del Dauphiné | —    | 79.º | —    | 16.º | —    | Ab.  | —    | —    | —    | 17.º | 88.º |
|         | Vuelta a Suiza         | —    | —    | 8.º  | —    | 12.º | X    | 79.º | Ab.  | —    | —    | —    |

### Clásicas y Campeonatos
| Carrera                 | Carrera                 | 2015 | 2016 | 2017  | 2018  | 2019 | 2020 | 2021 | 2022 | 2023 | 2024 | 2025 |
| ----------------------- | ----------------------- | ---- | ---- | ----- | ----- | ---- | ---- | ---- | ---- | ---- | ---- | ---- |
| Strade Bianche          | Strade Bianche          | Ab.  | Ab.  | —     | —     | —    | —    | —    | 79.º | —    | —    | —    |
|                         | París-Roubaix           | —    | —    | —     | Ab.   | —    | X    | —    | —    | —    | —    | —    |
| Amstel Gold Race        | Amstel Gold Race        | —    | —    | Ab.   | —     | —    | X    | —    | —    | —    | —    | —    |
| Flecha Valona           | Flecha Valona           | —    | —    | Ab.   | —     | —    | —    | —    | 63.º | —    | —    | —    |
|                         | Lieja-Bastoña-Lieja     | —    | —    | Ab.   | —     | —    | —    | —    | 44.º | —    | —    | —    |
| Clásica San Sebastián   | Clásica San Sebastián   | —    | —    | —     | Ab.   | —    | X    | —    | —    | —    | —    |      |
| Cyclassics Hamburg      | Cyclassics Hamburg      | —    | —    | —     | 107.º | —    | X    | X    | —    | —    | —    |      |
| Bretagne Classic        | Bretagne Classic        | —    | Ab.  | —     | Ab.   | —    | —    | —    | —    | —    | —    |      |
| Gran Premio de Quebec   | Gran Premio de Quebec   | Ab.  | —    | —     | 103.º | —    | X    | X    | —    | —    | —    |      |
| Gran Premio de Montreal | Gran Premio de Montreal | Ab.  | —    | —     | 79.º  | —    | X    | X    | —    | —    | —    |      |
|                         | Giro de Lombardía       | Ab.  | —    | 79.º  | 80.º  | —    | —    | —    | —    | —    | —    |      |
| Mundial en Ruta         | Mundial en Ruta         | —    | —    | 108.º | —     | Ab.  | Ab.  | —    | 82.º | —    | —    |      |
| Mundial Contrarreloj    | Mundial Contrarreloj    | —    | —    | —     | 22.º  | —    | —    | —    | —    | —    | —    |      |
| España en Ruta          | España en Ruta          | —    | Ab.  | 11.º  | 28.º  | 27.º | —    | —    | —    | Ab.  | —    | —    |
| España Contrarreloj     | España Contrarreloj     | —    | 9.º  | 4.º   | —     | 6.º  | —    | —    | —    | —    | —    | —    |

—: No participa

Ab.: Abandona

F. c.: fuera de control

X: No se disputó

## Equipos
- Movistar Team (2015-2021)
- UAE Team Emirates (2022-)
  - UAE Team Emirates (2022-2024)
  - UAE Team Emirates XRG (2025-)